# Пётр Алькантрийский
Пётр Алькантрийский или Пётр из Алькантры (настоящее имя Хуан де Гаравито-и-Вилела де Санабрия, исп. Pedro de Alcántara, Juan de Garavito y Vilela de Sanabria; 1499, Алькантара — 18 октября 1562, Аренас-де-Сан-Педро) — католический святой, монах-францисканец, один из инициаторов аскетической реформы в ордене.

## Биография
Хуан де Санабрия родился в 1499 году в Алькантре в знатной семье, его отец был губернатором города. Обучался в университете Саламанки, но не закончил его, увлекшись францисканскими идеями и приняв решение вступить в орден.
В первой половине XVI века францисканское движение переживало кризис, который вызвал к жизни многочисленные реформы в ордене, ставившие своей целью возврат к первоначальным идеалам францисканской бедности и углубление аскетической жизни в ордене. В 1517 году папа Лев X официально признал существование в самом францисканском ордене двух независимых групп, получивших название братьев-миноритов строгого соблюдения правила (т. н. обсерванты) и братьев-миноритов конвентуалов. В 1525 году Маттео Басси основал орден капуцинов как реформистское течение внутри миноритов-обсервантов.
При постриге Хуан де Санабрия принял имя Пётр. Брат Пётр был горячим сторонником углубления аскетической жизни в ордене, поэтому присоединился к обсервантам, ветви с наиболее строгим уставом. После принесения обетов был направлен в монастырь Бельвиса, в 1524 году был рукоположён в священники. Был настоятелем нескольких монастырей, в каждом из которых добивался строгого соблюдения устава. В 1538 году был избран провинциалом. В 1540 году на капитуле в Пласенсии по инициативе Петра Алькантрийского в ряде монастырей был приняты новые правила, включавшие в себе строгие аскетические практики. Одной из этих практик было хождение босиком в определённые периоды года, что принесло монахам, соблюдавшим правила Петра Алькантрийского, прозвище босоногие, которое впоследствии стало символом высшей степени аскетической жизни в различных монашеских орденах. Реформы вызвали протесты недовольных, которые привели к тому, что Пётр сложил с себя звание провинциала, покинул Испанию и удалился в португальские горы, чтобы вести там жизнь отшельника. Однако вскоре его сторонники призвали его в Испанию, где он основал целый ряд новых монастырей, которые присоединились к принявшим реформу.
В 1559 году Пётр был утверждён главным комиссаром реформированных монастырей, в 1561 году они были выделены в отдельную провинцию внутри ордена францисканцев-обсервантов. Реформы Петра из Алькантры вызвали отклик в других странах Европы, вскоре монастыри босоногих францисканцев появились в Португалии, Италии и других странах.
Встречался с императором Карлом, который был впечатлён беседой со святым и пригласил его стать своим духовником, однако тот отказался. Пётр Алькантрийский был наставником и духовником святой Терезы Авильской, которая отзывалась о нём, как о великом аскете. Реформа кармелитского ордена, проведённая вскоре святой Терезой, во многом основывалась на реформаторских идеях святого Петра из Алькантры.
Главный труд святого Петра — «Трактат о молитве и медитации» (1562 год). До нас дошла значительная часть переписки святого Петра и святой Терезы Авильской.

## Почитание
Был беатифицирован 18 апреля 1627 года папой Григорием XV, канонизирован 28 апреля 1669 года папой Климентом IX. Католическая церковь отмечает память святого 18 октября.
Известен Собор Пресвятой Девы Марии Помощницы Христиан и Святого Петра из Алькантры в Шрусбери, графство Шропшир, Англия.